# Antoni Jezierski (malarz)

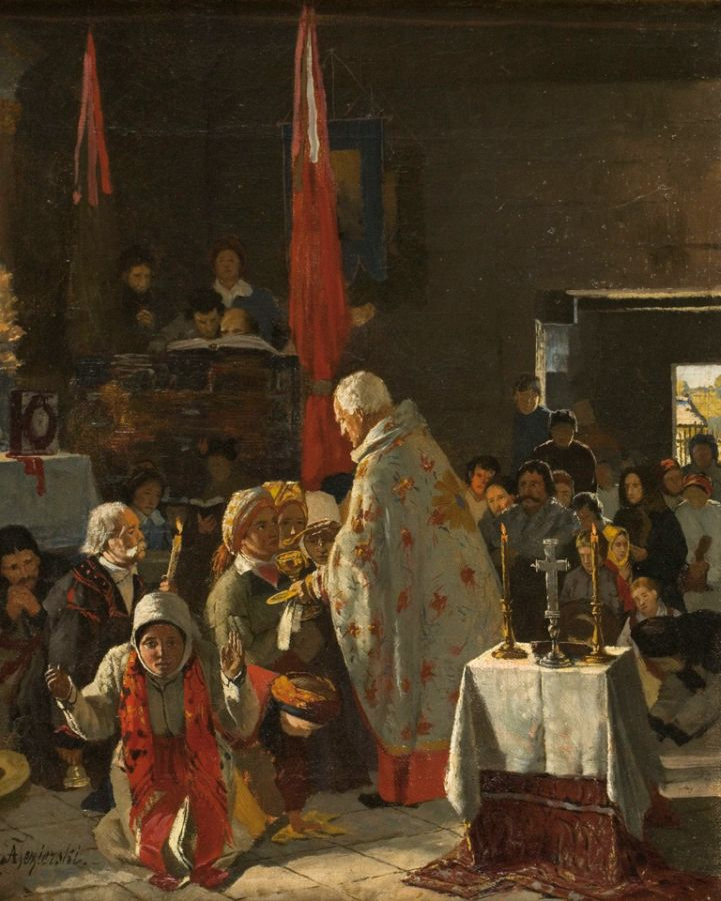
Scena w kościele (Komunia w cerkwi)

Antoni Jezierski (ur. 22 maja 1859 w Ihrowicy, zm. 9 stycznia 1939 we Lwowie) — malarz polski.

## Życiorys
Był synem Erazma i Marii z Wiszniewskich. Uczęszczał do lwowskiej Szkoły Sztuk Pięknych, którą ukończył w roku 1878. Następnie kształcił się w latach 1878-1882 i 1884-1887 na Szkole Sztuk Pięknych w Krakowie.
W czasie studiów dzięki stypendium im. K. Zahorskiego odbył podróż do Włoch, gdzie zajmował się kopiowaniem obrazów i fresków.
Dzięki stypendium im. M. K. Siemianowskich od 20 października 1890 kontynuował studia na Akademii Sztuk Pięknych w Monachium. Po powrocie z Monachium zamieszkał na Podolu, przebywając w Zbarażu (1891-1892), Żerebkach (1892-1893), Sieniawie (1894-1899), Załużu pod Zbarażem (1899-1902) i jeszcze raz w Zbarażu (1905). Ostatecznie zamieszkał w roku 1905 w Kołomyi.

## Twórczość
Początkowo malował obrazy na tematy historyczne, później poświęcił się malarstwu na tematy z życia wsi. Malował też obrazy o treści religijnej, m.in. dla kościołów w Zbarażu i Podwołoczyskach.